# Latosculum townesi
Latosculum townesi är en stekelart som beskrevs av Dmitriy R. Kasparyan 2004. Latosculum townesi ingår i släktet Latosculum och familjen brokparasitsteklar. Inga underarter finns listade i Catalogue of Life.